# Adelaide
Adelaide [ˈædəleɪd]  ist die Hauptstadt des Bundesstaates South Australia in Australien. Adelaide ist eine Küstenstadt am Saint-Vincent-Golf und wurde vom ersten Gouverneur des Staates, Captain John Hindmarsh (1785–1860), 1837 nach der britischen Königin Adelaide (Adelheid von Sachsen-Meiningen) benannt. Adelaide ging im Gegensatz zu Städten wie Sydney oder Hobart nicht aus einer Sträflingskolonie hervor.
Die Stadt trägt wegen ihrer Kulturveranstaltungen den Beinamen „festival city“, so etwa das Glenelg Jazz Festival oder das Adelaide Festival of Arts. Ebenso wird Adelaide „city of churches“ (Stadt der Kirchen) genannt. Adelaide ist Austragungsort mehrerer sportlicher Veranstaltungen, so z. B. von 1985 bis 1995 des Großen Preises von Australien der Formel 1 auf dem Adelaide Street Circuit.
Die City of Adelaide ist der Stadtkern innerhalb des Parkrings, unterteilt in Adelaide und North Adelaide. Sie hat 25.026 Einwohner (2021). Greater Adelaide mit den umliegenden zum städtischen Bereich gehörenden etwa 250 Orten zählt 1.387.290 Einwohner (Census 2021).
In einer Rangliste der Städte nach ihrer Lebensqualität belegte Adelaide im Jahre 2018 den 29. Platz unter 231 untersuchten Städten weltweit.

## Geographie

### Geographische Lage

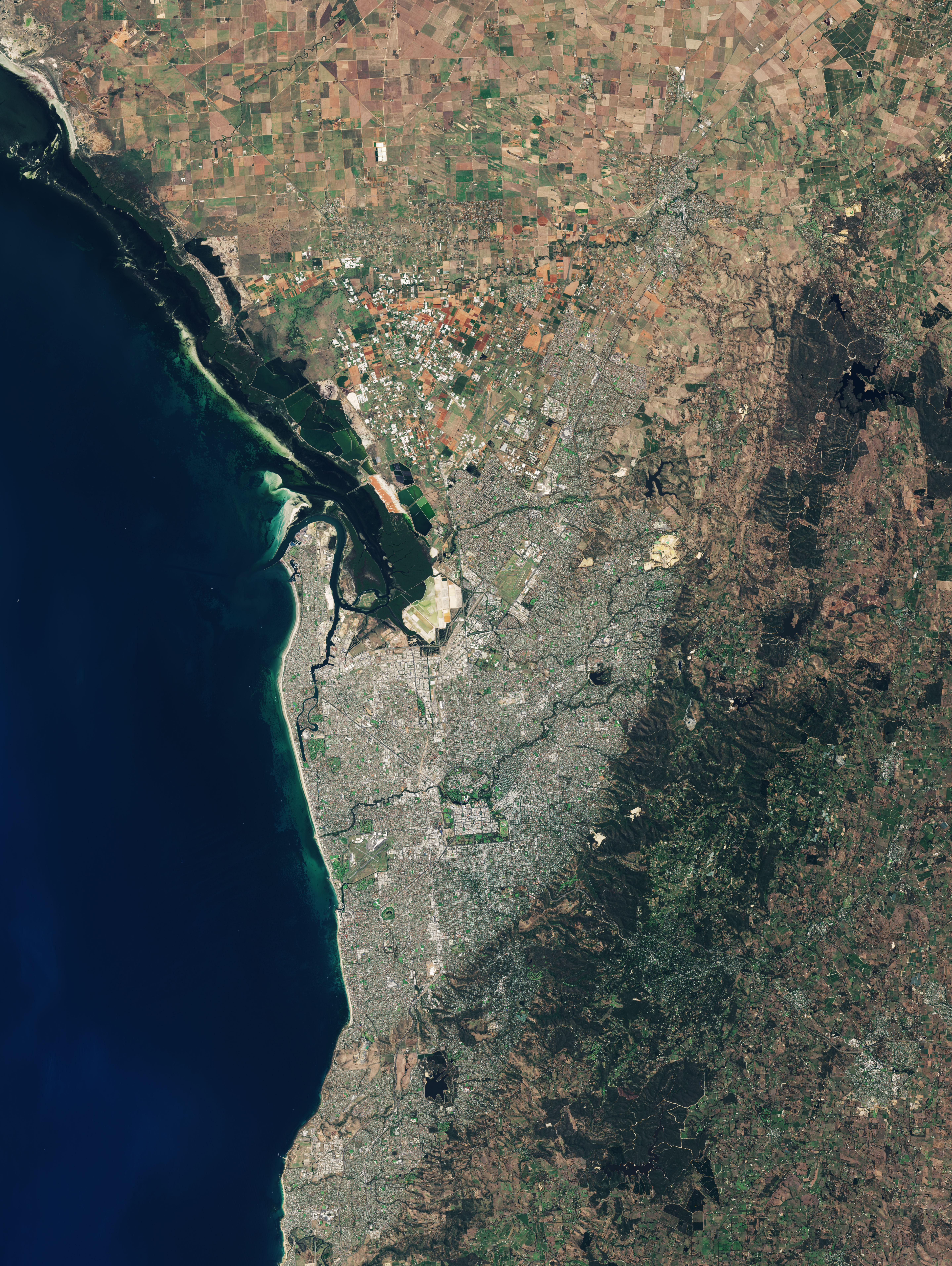
Satellitenbild Adelaides

Adelaide liegt nördlich der Fleurieu-Halbinsel, zwischen dem Gulf Saint Vincent und dem Mount-Lofty-Gebirge. Die Stadt erstreckt sich 20 km von der Küste bis zu den Ausläufern des Gebirges. Nach den Angaben des australischen Amtes für Statistik (Australian Bureau of Statistics) hat die Metropolregion Adelaide eine Fläche von insgesamt 870 km² und liegt durchschnittlich auf einer Höhe von 50 m. Der Mount Lofty ist mit 727 Metern der höchste Punkt der Metropolregion.
Vor der Besiedelung dieses Gebietes war Adelaide meist von Buschland bedeckt. An den Küstenabschnitten waren vorherrschend Sümpfe und Moore. Durch die Metropolregion fließen mehrere Flüsse und Bäche. Die größten Einzugsgebiete haben die beiden Flüsse River Torrens und Onkaparinga River. Für die grundlegende Wasserversorgung der Stadt sorgen mit einem Anteil von 40 % das Happy Valley Reservoir und mit 10 % das größere Mount Bold Reservoir.

### Stadtgliederung
Die Metropolregion Adelaide gliedert sich in 19 Local Government Areas (LGAs):
| - Adelaide Hills Council - City of Adelaide - City of Burnside - City of Campbelltown - City of Charles Sturt - City of Holdfast Bay - City of Marion - City of Mitcham - City of Norwood, Payneham & St Peters | - City of Onkaparinga - City of Playford - City of Port Adelaide Enfield - City of Prospect - City of Salisbury - City of Tea Tree Gully - City of Unley - City of West Torrens - Town of Gawler - Town of Walkerville |

### Klima
Adelaide hat ein mediterranes Klima mit heißen, trockenen Sommern und kühlen Wintern. Im Durchschnitt liegen die Temperaturen zwischen Dezember und Februar bei etwa 28 °C, können jedoch bis über 40 °C klettern. Im Winter, also hauptsächlich im Juli und August, bewegen sie sich meist zwischen 5 °C und 15 °C. Von November bis Mitte April ist das Klima arid, von Mitte April bis Oktober humid. Eine gängige Bezeichnung der Stadt lautet „The dryest city in the dryest state of the dryest country of the dryest continent of the world“ (deutsch: Die trockenste Stadt im trockensten Staat des trockensten Landes des trockensten Kontinents der Welt).
|                       | Jan  | Feb  | Mär  | Apr  | Mai  | Jun  | Jul  | Aug  | Sep  | Okt  | Nov  | Dez  |   |       |
| Mittl. Tagesmax. (°C) | 28,1 | 28,1 | 25,4 | 22,2 | 18,5 | 15,9 | 14,9 | 15,9 | 18,2 | 21,0 | 23,9 | 25,7 | ⌀ | 21,4  |
| Mittl. Tagesmin. (°C) | 15,9 | 16,1 | 14,4 | 11,8 | 9,5  | 7,6  | 7,0  | 7,5  | 8,9  | 10,6 | 12,8 | 14,5 | ⌀ | 11,4  |
|                       |      |      |      |      |      |      |      |      |      |      |      |      |   |       |
| Niederschlag (mm)     | 17,4 | 18,1 | 22,1 | 35,1 | 54,0 | 56,6 | 59,5 | 50,5 | 45,5 | 37,2 | 24,8 | 24,0 | Σ | 444,8 |
|                       |      |      |      |      |      |      |      |      |      |      |      |      |   |       |
| Sonnenstunden (h/d)   | 10,6 | 10,1 | 8,7  | 7,3  | 5,6  | 4,7  | 5,0  | 6,1  | 7,1  | 8,4  | 9,3  | 9,4  | ⌀ | 7,7   |
|                       |      |      |      |      |      |      |      |      |      |      |      |      |   |       |
| Regentage (d)         | 2,9  | 2,3  | 3,4  | 5,8  | 9,0  | 9,9  | 11,0 | 11,2 | 8,6  | 6,6  | 4,3  | 3,8  | Σ | 78,8  |

| 15,9 |

| 16,1 |

| 14,4 |

| 11,8 |

| 9,5 |

| 7,6 |

| 7,0 |

| 7,5 |

| 8,9 |

| 10,6 |

| 12,8 |

| 14,5 |

| 15,9 |

| 16,1 |

| 14,4 |

| 11,8 |

| 9,5 |

| 7,6 |

| 7,0 |

| 7,5 |

| 8,9 |

| 10,6 |

| 12,8 |

| 14,5 |

## Geschichte
Vor der Besiedlung durch Europäer lebten im Gebiet des heutigen Adelaide etwa 300 Aborigines des Kaurna-Stammes. Diejenigen, die die eingeschleppten Krankheiten überlebten, wurden später in der Gegend von Port Lincoln, weit außerhalb ihres angestammten Gebietes, angesiedelt.
Im Jahre 1627 kartographierte der Holländer Pieter Nuyts die Küste Südaustraliens, und 1802 wurden diese Küsten dann auch erforscht, dann allerdings durch die Briten. William Light, Surveyor-General von Südaustralien, plante die Stadt und bestimmte einen Ort etwa zehn Kilometer landeinwärts am River Torrens für den Bau der Hauptstadt der neuen Kolonie. Ihm sind auch die breiten Straßen im Schachbrettmuster und die großzügigen Parkanlagen zu verdanken. Gouverneur John Hindmarsh benannte die 1836 gegründete Stadt auf Anweisung aus dem britischen Königshaus nach Queen Adelaide, der aus Meiningen stammenden deutschen Prinzessin Adelheid von Sachsen-Meiningen (1792–1849) und Gemahlin des britischen Königs Wilhelm IV.

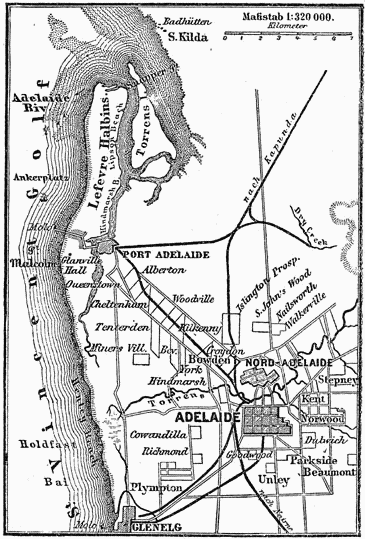
Historische Karte (um 1888)

Im November 1838 versprach die Kolonie den Siedlern Religionsfreiheit. Ein Großteil der ersten Siedler waren protestantische Briten wie Baptisten, Presbyterianer und Methodisten, die in ihrer Heimat aufgrund der Nonkonformität ihres Glaubens mit dem der anglikanischen Kirche unter Repressalien gelitten hatten. 1839 kamen die ersten Altlutheraner aus Preußen nach Adelaide, die in ihrer Heimat Repressionen erfahren hatten und von König Friedrich Wilhelm III. verfolgt worden waren, weil sie sich der Zwangsvereinigung mit den Reformierten (Calvinisten) widersetzt hatten.
Ebenfalls 1839 wurde die Handelskammer von Adelaide (Adelaide Chamber of Commerce) gegründet und Land außerhalb des Stadtkerns zum Anbau von Nahrungsmitteln zur Verfügung gestellt.
Bedeutende Silber- und Kupferfunde in den frühen 1840er Jahren, später auch Bleifunde, sorgten für einen ersten Wirtschaftsboom. Australien wurde rasch zu einem der größten Metallexporteure des britischen Empire. Schnell entwickelten sich etwa 30 „Vorstädte“ wie Unley und Norwood außerhalb des Parkrings um Adelaide. Bereits 1851 betrug die Anzahl europäischer Siedler etwa 14.600.
Im Jahre 1856 wurde Port Adelaide mit Adelaide durch eine dampfbetriebene Bahn verbunden. Eine breit angelegte Wasserversorgung wurde 1861 installiert, die Gasversorgung 1863. 1872 wurde Adelaide als erste australische Stadt per Telegraf mit London verbunden. 1878 wurde mit dem Ausbau der Straßenbahn begonnen, durch Pferde gezogen verband sie dann mehrere Stadtteile. 1901 baute man ein Stromkraftwerk zur Versorgung der Einwohner.
Ein erneuter Wirtschaftsboom zwischen 1870 und 1890, diesmal aufgrund von Weizen, löste wiederum einen Bauboom aus. Viele der in dieser Zeit entstandenen Gebäude prägen heute das Gesicht der Stadt.
Im 20. Jahrhundert war ein Großteil der Einwanderer nach wie vor hauptsächlich Briten. Nach dem Ende des Zweiten Weltkrieges kamen viele Italiener und Griechen hinzu. In den 1970er Jahren wanderten viele Vietnamesen und Lateinamerikaner zu. Neben Einwanderern aus vielen anderen Ländern der Welt prägten sie das Bild der Stadt und die Lebensart.
Adelaides Image als Kulturstadt hat seinen Ursprung in den siebziger Jahren. Der Premier Don Dunstan förderte das Festival der Künste (Adelaide Festival of Arts), wie auch die Gesetzgebung in South Australia.
Das Gebiet, das von dem Parkring umschlossen wird, ist heute hauptsächlich ein Geschäftsbezirk.
Adelaide war unter anderem einer der Austragungsorte beim Cricket World Cup 1992, der Rugby-Union-Weltmeisterschaft 2003, dem Cricket World Cup 2015 und dem T20 World Cup 2022.

## Religion
Adelaide ist Sitz des römisch-katholischen Erzbistums Adelaide und Standort von dessen Kathedrale, der St. Francis Xavier’s Cathedral. Darüber hinaus hat auch die Erzdiözese Adelaide der Anglican Church of Australia ihren Sitz in der Stadt, deren Hauptkirche die St Peter's Cathedral ist. Menschen muslimischen Glaubens steht die Zentrale Adelaide-Moschee zur Verfügung. Für jüdische Gläubige gibt es zwei Synagogen: die orthodoxe Synagoge der Adelaide Hebrew Congregation und die Beth Shalom Synagogue.

## Kultur und Sehenswürdigkeiten

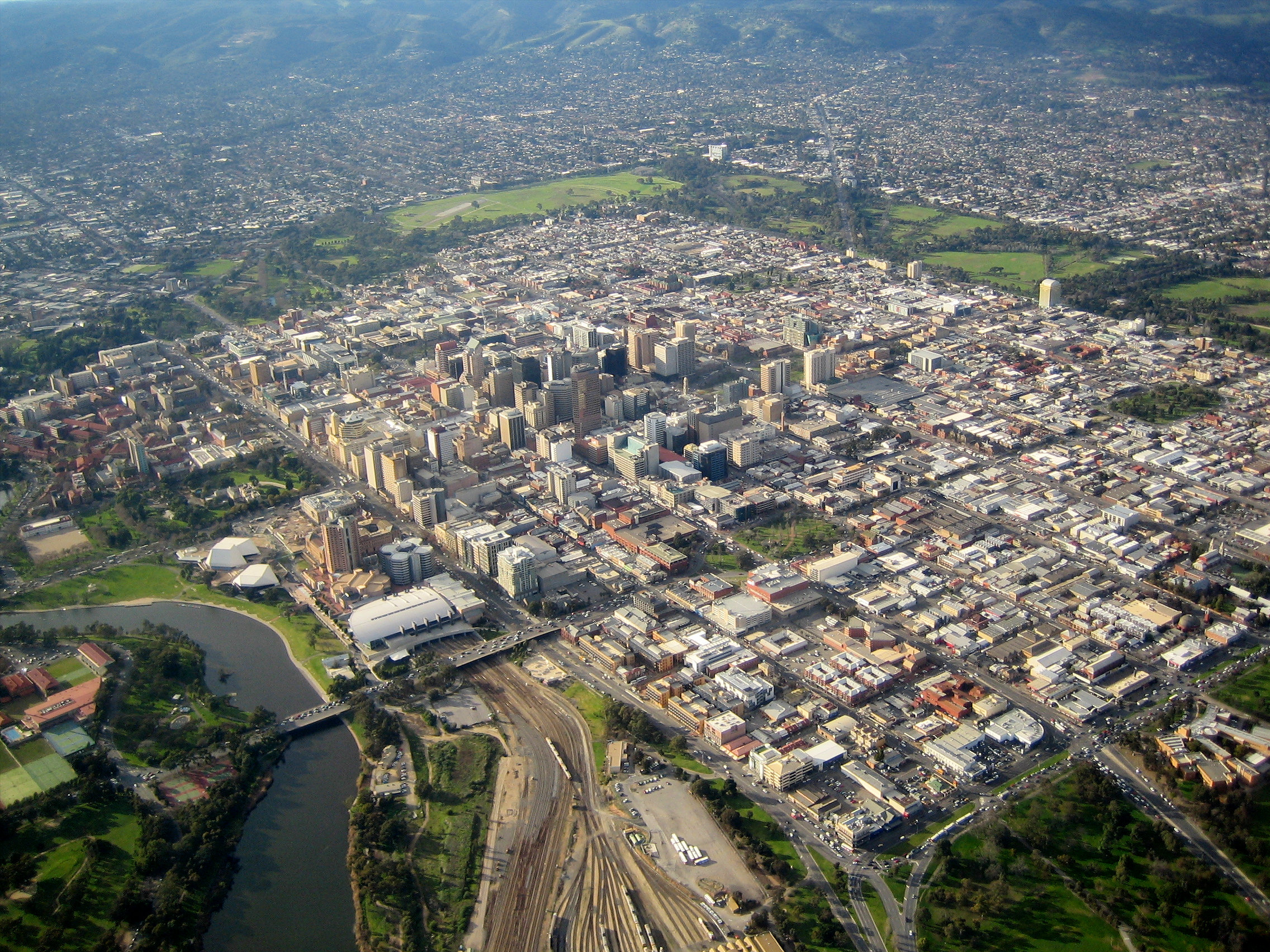
Luftbild vom Stadtzentrum und dem Parkring

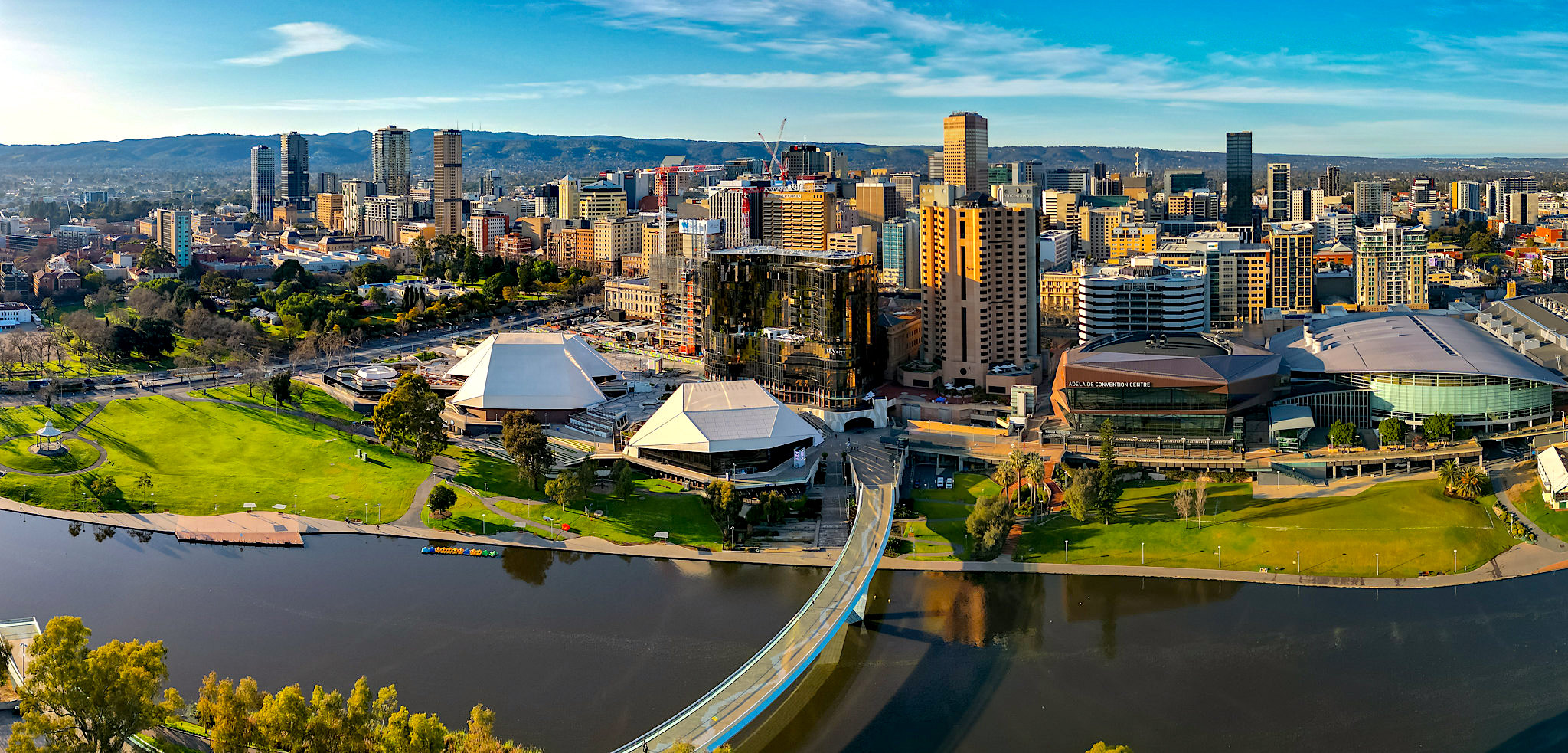
Adelaide, Parkring mit Blick über River Torrens nach Süden Richtung Stadtzentrum (2022)

- Der Parkring: Das alte Stadtzentrum, heute ein Finanz- und Geschäftsdistrikt, ist von einem bis zu 600 m breiten Parkring gesäumt, der in 27 Einzelparkanlagen mit unterschiedlichen Ausstattungen wie Toiletten, diversen Sportplätzen, festen Grillanlagen, Wanderwegen, Fahrradwegen und anderen Freizeiteinrichtungen unterteilt ist. Das Areal ist insgesamt etwa 4×5 km² groß. Zur Gründerzeit diente der Ring als Wallanlage: Damals konnte aus üblichen Geschützen, z. B. Kanonen, maximal 600 m weit gefeuert werden; das Durchqueren der Anlage z. B. mit Fußsoldaten wurde durch dichte, intensive Bewaldung stark erschwert.
- Adelaide Festival Centre: Das Adelaide Festival Centre ist ein Komplex, bestehend aus mehreren Theatern und Ausstellungsräumen. Es gibt Theatervorstellungen aller Art, Ausstellungen moderner Kunst, Tanzvorführungen, Opern, Musicals und Cabaret.
- Art Gallery of South Australia: Insbesondere sind hier Werke einheimischer Maler aus dem 19. Jahrhundert und europäische Kunst von 1500 bis heute ausgestellt.
- South Australian Museum: Das Museum verfügt über eine große Sammlung von Aborigine-Objekten und den „ägyptischen Raum“. Außerdem befindet sich ein Discovery Centre im 2. Obergeschoss und die in den Flinders Ranges (Ediacara) gefundenen, wohl ältesten Fossilien der Erdgeschichte im 3. Obergeschoss.
- Das Migration Museum präsentiert die persönliche Geschichte etlicher Einwanderer, deren Habseligkeiten, sowie Modelle und Teile der Einwandererschiffe.[6]
- Botanic Gardens: eröffnet 1857; mit dem Palm House, einem 1875 aus Bremen importierten und 1877 eröffneten Gewächshaus im viktorianischen Stil.
- Zoological Gardens: Fast in Adelaides Innenstadt. Wert gelegt wird insbesondere auf die Zucht selten vorkommender Tierarten, sowohl heimischer als auch anderer.
- Warrawong Sanctuary: Auf einer Fläche von 14 Hektar finden sich wiederhergestellter australischer Busch und wiedereingeführte Tiere aus den Adelaide Hills. Auf gefährdete heimische Arten wird hier besonderes Augenmerk gelegt.
- Cleland Wildlife Park: Innerhalb des Cleland-Naturschutzgebiets in den Adelaide Hills wurde dieser Park eingerichtet, der einheimische Fauna enthält.

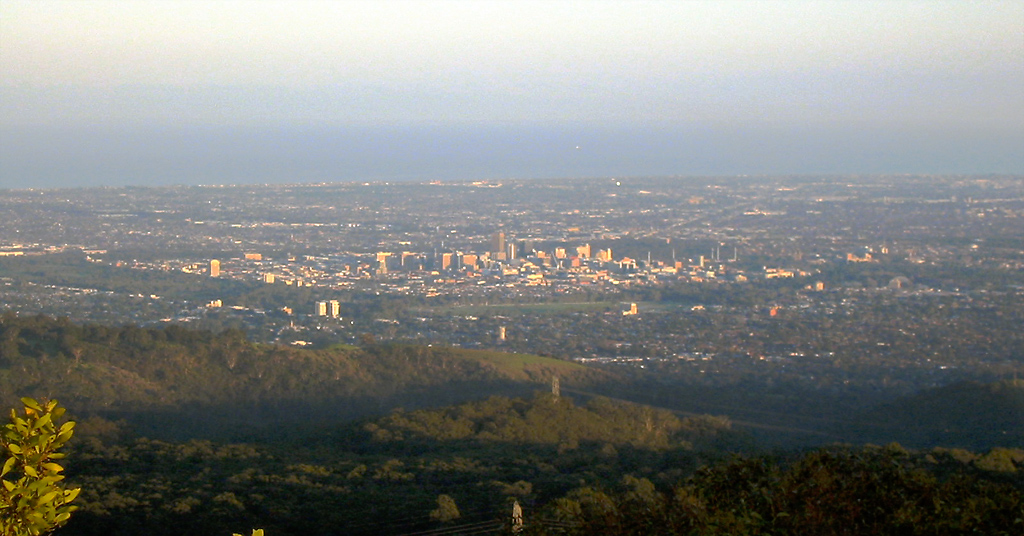
Adelaide vom Mt. Lofty aus gesehen (2005)

- Mt. Lofty Lookout: Höchster Berg mit 710 m ü. NN der Mt. Lofty Ranges mit Aussicht über Adelaide bis zum Meer.
- Glenelg und Glenelg Historic Tram: Glenelg, ein Stadtteil Adelaides, liegt direkt am Meer. Der Jetty, ein langer Bootsanleger, gilt als eine der Attraktionen. Von der Innenstadt führt eine Straßenbahn dorthin, die regelmäßig zwischen Victoria Square und Glenelg verkehrt.
- Shark Museum: In Glenelg befindet sich in der Nähe der Straßenbahn-Endstation das Shark Museum von Rodney Fox, der eine Attacke eines der vor Adelaide lebenden großen weißen Haie überlebt hat.[7]

Als Attraktionen in Adelaides Umgebung gelten Barossa Valley, McLaren Vale, Hahndorf und Kangaroo Island.

## Verkehr

Netz der 6 Bahnlinien und einer Straßenbahnlinie

### Flughafen
Der Flughafen von Adelaide liegt bei West Beach und ist etwa acht Kilometer vom Stadtzentrum entfernt. Der Flughafen Adelaide ist der fünftgrößte Flughafen Australiens, es treffen sowohl nationale als auch internationale Flüge ein.

### Schienenfernverkehr
Von dem etwas außerhalb der Innenstadt gelegenen Bahnhof Adelaide Parklands Terminal bestehen direkte Verbindungen nach Melbourne, Perth, Sydney, Darwin und Alice Springs. Diese Verbindungen werden hauptsächlich für den Güterverkehr genutzt, jedoch verkehren Sonderzüge für den Personenverkehr wie The Ghan, Indian Pacific und The Overland.

### Öffentlicher Personennahverkehr
Alle Modalitäten des ÖPNV werden von der staatlichen (von der Regierung South Australias getragenen) Gesellschaft Adelaide Metro organisiert:
- Bahn: Es bestehen sechs Vorortbahn-Linien, die innerstädtisch zentral am Hauptbahnhof an der North Terrace zusammentreffen. Bis zum Jahr 2014 wurde das gesamte Netz mit Dieseltriebwagen betrieben, seitdem wurden die Linien nach Seaford und Flinders (Tonsley) elektrifiziert. Die Elektrifizierung der Gawler-Line ist aktuell (August 2021) im Bau[8], für die übrigen Linien wird diese diskutiert.
- Straßenbahn: Adelaide hatte bis 1958 ein ausgedehntes Straßenbahnnetz, von dem allerdings nur eine einzige Linie die Stilllegungswelle der 1950er Jahre überlebt hat. Diese Linie verläuft größtenteils auf eigenem Gleiskörper vom Stadtzentrum nach Glenelg, einem Vorort an der Küste. In Adelaide wurden die längsten gelenklosen Straßenbahnwagen der Welt eingesetzt (Typ „H“, 17,20 m). Diese Fahrzeuge wurden mittlerweile durch Bombardier-Flexity-Classic-Bahnen ersetzt. Nur noch an Sonn- und Feiertagen werden noch vereinzelt die alten Straßenbahnwagen eingesetzt.
- Busse: Ein Busnetz komplettiert den öffentlichen Personennahverkehr Adelaides. Es gibt rund 7400 Haltestellen und insgesamt 1150 Kilometer Buslinien im Stadtgebiet. Adelaide verfügt außerdem über die zwölf Kilometer lange O-Bahn Adelaide, ein Spurbus-System aus den 1980er Jahren. Haltestellen sind nur mit Nummern gekennzeichnet und Fahrpläne sowie Hinweise auf die an der Haltestelle fahrenden Linien und die Fahrrichtung fehlen an vielen Haltestellen. Neben Einzel- und Mehrfachfahrscheinen mit zehn Fahrten gibt es auch eine Zeitkarte mit einer Gültigkeit von 28 Tagen (28 day pass). Im Stadtgebiet gibt es einen „Free Connector Bus“, der die wichtigsten Stationen in der Stadt abfährt. Teilweise ist dieser Bus einer der ersten vollständig solarbetriebenen Busse.

### Fahrräder
Ein Angebot der „Adelaide City Council“, also der Stadtverwaltung, sind frei verfügbare Fahrräder (inklusive obligatorischem Helm) an einigen Plätzen, z. B. Hostels oder Fahrradläden. Hierfür muss ein Formular ausgefüllt und eine ID-Karte, z. B. ein Führerschein hinterlassen werden.
2014 richtete die Stadt Adelaide den internationalen Velo-city-Radverkehrskongress aus.

### Fähren
Es gibt keine Fähren mehr, die regelmäßig vom Stadtgebiet Adelaide aus verkehren. Regelmäßigen Fährbetrieb nach Kangaroo Island gibt es von Cape Jervis oder von Wirrina (etwa 100 km südlich von Adelaide).

## Wirtschaft
Ein großer Teil der australischen Rüstungsindustrie ist im Großraum Adelaide angesiedelt. Die australische Tochter der BAE Systems (zweitgrößtes Rüstungsunternehmen der Welt), BAE Systems Australia, sowie die australische Tochter von Lockheed Martin haben in Edinburgh Parks nordwestlich von Adelaide ihre Hauptstandorte. Im Technology Park Adelaide (dem ersten seiner Art in Australien) in Salisbury City (nördlich von Adelaide) befinden sich die Rüstungs- und Luftfahrtsparten von Saab und Raytheon, aber auch andere globale High-Tech Unternehmen wie Topcon, Optus und Xtralis. Die staatliche Australian Submarine Corporation ist mit ihrem Hauptsitz im Vorort Osborne vertreten.
Das größte australische Öl- und Gasförderunternehmen, Santos, die größte australische Brauerei Coopers Brewery, das Investmentunternehmen Argo Investments sowie eines der größten australischen Handelsunternehmen Harris Scarfe haben ihren Hauptsitz in Adelaide.
Eines der weltgrößten Medienkonglomerate, die News Corporation, wurde 1979 von Rupert Murdoch in Adelaide gegründet und hatte bis 2004 seinen globalen Hauptsitz dort.
Die australische Automarke von General Motors, Holden, hatte bis 2017 eines seiner beiden Werke im Vorort Elizabeth.
Im ehemaligen Bahnhofgebäude im Norden des Stadtzentrums befindet sich das Adelaide Casino. Das Casino ist mit über 1000 Beschäftigten der zehntgrößte Arbeitgeber der Stadt.

## Universitäten
- Flinders University (Flinders)
- University of Adelaide (Adelaide)
- University of South Australia (UniSA)

## Städtepartnerschaften
Partnerstädte von Adelaide sind:
- Christchurch, Region Canterbury, Neuseeland, seit 1972
- George Town, Penang, Malaysia, seit 1973
- Himeji, Präfektur Hyōgo, Japan, seit 1982
- Austin, Texas, USA, seit 1983

Ferner bestehen seit 2001 freundschaftliche Beziehungen mit drei chinesischen Städten:
- Dalian (Provinz Liaoning)
- Chengdu (Provinz Sichuan)
- Qingdao (Provinz Shandong)

## Persönlichkeiten

### Söhne und Töchter der Stadt (Auswahl)
- William Lawrence Bragg (1890–1971), britischer Physiker australischer Herkunft und Nobelpreisträger (1915)
- Judith Anderson (1897–1992), Schauspielerin
- Kerri Pottharst (* 1965), Volleyballspielerin
- Mark Woodforde (* 1965), Tennisspieler
- Sia (* 1975), Sängerin
- Lleyton Hewitt (* 1981), Tennisspieler
- Alicia Molik (* 1981), Tennisspielerin
- Teresa Palmer (* 1986), Schauspielerin
- Nathan Coenen (* 1992), Schauspieler
- Samara Weaving (* 1992), Schauspielerin und Model

### Persönlichkeiten mit Bezug zur Stadt
- William Light (1786–1839), britischer Offizier, Entdecker, Maler und der erste General-Landvermesser von South Australia; bestimmte das Layout der Straßen von Adelaide
- Cecil Madigan (1889–1947), Entdecker, Geograph und Geologe
- Romanas Arlauskas (1917–2009), litauischer und australischer Schachspieler; starb in Adelaide
- Charlotte Jay (1919–1996), Krimi-Autorin und Romanschriftstellerin
- Scott Hicks (* 1953), Filmregisseur; lebt in Adelaide
- Julia Gillard (* 1961), britisch-australische Politikerin (Australian Labor Party) und von 2010 bis 2013 Premierministerin Australiens; studierte an der University of Adelaide
- Simon Birmingham (* 1974), Politiker; studierte Betriebswirtschaftslehre an der University of Adelaide
- Jobie Dajka (1981–2009), Bahnradsportler; starb in Adelaide
- Xavier Samuel (* 1983), Schauspieler; wuchs in Adelaide auf
- Kyle Chalmers (* 1998), Schwimmer und Olympiasieger; wuchs in Adelaide auf

## Sonstiges
Am 30. November 1948 tauchte am Somerton Beach ein mysteriöser, nie zuvor dort gesehener Mann (Somerton-Mann) auf. Er starb am Morgen des 1. Dezember 1948 an einem unbekannten Gift. Seine Identität und Herkunft konnten erst im Jahr 2022 durch eine DNA-Analyse geklärt werden.